# Channelview (Teksas)
Channelview je naseljeno mjesto za statističke potrebe u američkoj saveznoj državi Teksas. Prema popisu stanovništva iz 2010. u njemu je živjelo 38.289 stanovnika.